# ザ・ルーズドッグス
ザ・ルーズドッグス（THE LOOSE DOGS）は、日本のバンド。通称「ルーズ」。以前の所属レコード会社はエイベックスのcutting edge。JUNK MUSEUMに所属していた。メジャーデビュー前のレーベルはtearbridge records(tearbridge production)で、こちらもエイベックス・グループである。
メンバー4人全員が福井県出身者。4人ともメインボーカルができる。そのため「4人ともメインヴォーカルのバンド」と称し、「1粒で4度おいしいバンド」などと紹介される。
2009年6月末をもってエイベックスとの契約を終了し、2010年3月に解散を発表。6月にラストワンマンライブを行った。
2020年6月23日に1日限りの復活ライブが予定されたが、同年3月29日コロナウィルス感染拡大によって一年後に延期となった、同年5月30日新曲も発表した。2021年4月24日状況は変わらず、再び延期となった。

## 来歴
4人は福井高専に通っていたころに出会う。永田と古市が先輩、前田と高橋が後輩という関係。しかし、先輩の二人が留年して4人の卒業が一緒になり、卒業記念にライヴをしようとなったのが結成のきっかけとなる。高専を卒業後、福井駅地下道（現在は駅が古くなったため取り壊された）での路上ライヴで徐々に知名度を上げる。これは上京する直前の2003年9月23日まで続けられ、最後のライヴでは350人が集まった。福井での活動中には、FM福井で取り上げられたり、福井銀行のCMに採用されたりしていた。
上京後初めて出演した番組が「SDM発i」(フジテレビジョン)。お台場300人ライヴ（実際の聴衆は448人）を成功させた。
2005年8月3日「ラジオガール」でメジャーデビュー。直後に今立の「里帰りライブ」やFBCテレビの24時間テレビチャリティーイベントなどに参加した。メジャーデビュー後も年越しライヴなどで帰福していた。

## メンバー
- 永田武(ながた たけし)―ボーカル&エレクトリックギター&リーダー。
  - 福井県福井市出身。1979年6月9日（46歳）生まれ。リッケンバッカー・ギター（Model 360 ?）&マーシャル・アンプを使用。
- 前田一平(まえだ いっぺい)―ボーカル&アコースティックギター。
  - 福井県鯖江市出身。1980年6月21日（45歳）生まれ。ギブソン・フォークギター使用。
- 古市宏樹(ふるいち ひろき)―ベース&ボーカル。
  - 福井県越前市(旧今立郡今立町)出身。1979年4月19日（46歳）生まれ。 リッケンバッカー・ベース（Model 4001 ?）を使用。
- 高橋健志(たかはし けんじ)―ドラム&ボーカル。
  - 福井県福井市出身。1980年6月21日（45歳）生まれ。パール・ドラムを使用。

### 特徴
- 全員が作詞作曲をする。
  - シングルの場合は一人一曲ずつ、合計4曲収録されている形式が多い。
  - 俗に言う「A面」に収録されるのは、前田作品であることが多い。
    - なお、A面になった回数は前田7回、古市1回(「恋に落ちて」)、高橋1回(「(魚)」)、永田1回(しょぼい顔すんなよベイベー)。※「ONE」は除く。
- 曲によってメインヴォーカルが変わる。(全員が作詞作曲をするから)
  - 概ね「自分が作った歌は自分がメイン」というのが踏襲されている。
  - メインヴォーカルが変わるため、曲ごとにカラーが違う。それが「1粒で4度おいしい」所以である。

## ディスコグラフィ
- インディーズ時代の作品は2005年8月22日に品番切り替えでJUNK MUSEUMより再発売されている。
- メジャーデビュー後、プロモーションビデオはGyaOにて期間限定で配信されていた。

### シングル

#### インディーズ
|                          | リリース      | タイトル     | 規格 | 販売生産番号            |
| 自主制作盤 (2,000枚限定) | 不明          | ONE          | CD   | 不明                    |
| 1st                      | 2003年2月15日 | ONE ONE      | CD   | 不明 CTCR-80015(再発盤) |
| 2nd                      | 2003年9月25日 | A            | CD   | 不明 CTCR-80016(再発盤) |
| 3rd                      | 2004年1月27日 | 8            | CD   | 不明 CTCR-80017(再発盤) |
| 4th                      | 2004年5月26日 | 老若男女     | CD   | 不明 CTCR-80020(再発盤) |
| 5th                      | 2004年7月21日 | (魚)         | CD   | 不明 CTCR-80021(再発盤) |
| 6th                      | 2010年6月2日  | ラストソング | CD   | HNBR-11                 |

#### メジャー
|     | リリース       | タイトル                            | 規格       | 販売生産番号                          |
| 1st | 2005年8月3日   | ラジオガール                        | CD         | CTCR-80009                            |
| 2nd | 2005年11月30日 | a boy                               | CD         | CTCR-80018                            |
| 3rd | 2006年4月19日  | しょぼい顔すんなよベイベー          | CD         | CTCR-80022                            |
| 4th | 2006年8月9日   | 平成コンプレックス                  | CD         | CTCR-80028(初回盤) CTCR-80029(通常盤) |
| 5th | 2007年6月6日   | 夜になれば                          | CD＋DVD CD | CTCR-80039 CTCR-80040                 |
| 6th | 2007年8月29日  | 奏愛～かなであい～／Mr.ミラクルマン | CD＋DVD CD | CTCR-80044 CTCR-80045                 |
| 7th | 2008年3月5日   | ONE DAY                             | CD＋DVD CD | CTCR-80051 CTCR-80052                 |
| 8th | 2008年6月4日   | 雨のち虹色(feat.大黒摩季)           | CD＋DVD CD | CTCR-80054 CTCR-80055                 |

### アルバム

#### インディーズ
|     | リリース      | タイトル | 規格 | 販売生産番号            |
| 1st | 2004年2月24日 | スタート | CD   | 不明 CTCR-80019(再発盤) |

#### メジャー
|     | リリース       | タイトル  | 規格       | 販売生産番号          |
| 1st | 2006年10月18日 | SHOW-KA   | CD＋DVD CD | CTCR-80030 CTCR-80031 |
| 2nd | 2008年11月19日 | Life size | CD＋DVD CD | CTCR-80058 CTCR-80059 |

#### ベストアルバム
|     | リリース      | タイトル                     | 規格       | 販売生産番号          |
| 1st | 2009年1月14日 | THE LOOSE DOGS STORY～BEST～ | CD＋DVD CD | CTCR-80060 CTCR-80061 |

## タイアップ一覧
| 使用年 | 曲名                                 | タイアップ                                                      |
| ------ | ------------------------------------ | --------------------------------------------------------------- |
| 2004年 | ドーナツ化現象                       | フジテレビ系『SDM発i』エンディングテーマ                        |
| 2004年 | ドーナツ化現象                       | フジテレビ系『天才のパチスロ』オープニングテーマ                |
| 2004年 | (魚)                                 | 日本テレビ系『汐留スタイル!』Stylish Play                       |
| 2005年 | ラジオガール                         | テレビ朝日系『やぐちひとり』エンディングテーマ                  |
| 2005年 | 君は何かができる〜プレイボール2005〜 | UHFアニメ『プレイボール』オープニングテーマ                     |
| 2005年 | レインボウ                           | UHFアニメ『プレイボール』エンディングテーマ                     |
| 2005年 | a boy                                | テレビ朝日系『女優開発プロジェクト メメプロ』エンディングテーマ |
| 2006年 | しょぼい顔すんなよベイベー           | NHK教育アニメ『メジャー（第2シリーズ）』後期エンディングテーマ  |
| 2006年 | 平成コンプレックス                   | 映画『Wanna be FREE! 東京ガール』主題歌                         |
| 2006年 | 喜怒哀楽                             | 福井放送イメージキャラクター「ピントン」テーマソング            |
| 2007年 | 夜になれば                           | NHK教育アニメ『メジャー（第3シリーズ）』後期エンディングテーマ  |
| 2007年 | サバイブ                             | 広島工業大学 イメージ2007 CMソング                              |
| 2007年 | Mr.ミラクルマン                      | テレビ東京系『怒りオヤジ3』エンディングテーマ                   |
| 2008年 | ONE DAY                              | NHK教育アニメ『メジャー（第4シリーズ）』前期エンディングテーマ  |
| 2008年 | 雨のち虹色                           | NHK教育アニメ『メジャー（第4シリーズ）』後期エンディングテーマ  |

## レギュラー

### ラジオ番組
- 「ザ・ルーズドッグスのナマってるよ!」（FMヨコハマ「tre-sen」番組内）
- 「「ザ・ルーズドッグスの“犬バタ会議” 」（FMヨコハマ）

## その他
- 福井放送のマスコット「ピントン」のスポットCMで「喜怒哀楽」(SHOW-KAに収録)を歌っている。
  - CMでは「喜怒哀楽」と歌っている部分を「ピントン I love you」と歌っている。
  - マスコット募集のときもCMに起用され(このときの歌はa boyに収録されている「ジレンマン」)、そのときにマスコット案を4人がそれぞれ作ったが、すべてボツになっている。
  - 2006年10月13日、SHOW-KAのPRにあわせてリアルタイムふくいに福井駅前から生出演。ピントンが生演奏に合わせて「ピントン体操」を披露した。